# Headin’ Down into the Mystery Below
Headin’ Down into the Mystery Below — (рус. Направляюсь вниз таинственной бездны) — студийный альбом американского музыканта Джона Хартфорда, выпущенный в 1978 году под лейблом Flying Fish Records.

## Об альбоме
Headin’ Down into the Mystery Below записан на студии Sound Shop в Нашвилле. В диск вошло 11 оригинальных песен традиционной музыки.
Альбом Headin’ Down into the Mystery Below 1978 года является самым чистым музыкальным выражением Хартфорда в его любви к пароходам и речным поездкам.
Трек «Beatty’s Navy» (буксирное судно «Claire E. Beatty») был записан на ходовой рубке теплохода «Julia Belle Swain».

## Список композиций

### Сторона один
| Трек | Название песни            | Время |
| ---- | ------------------------- | ----- |
| 1.   | The Mississippi Queen     | 3:30  |
| 2.   | Mama Plays The Calliope   | 2:45  |
| 3.   | See The Julia Belle Swain | 2:30  |
| 4.   | On Christmas Eve          | 3:20  |
| 5.   | Natchez Whistle           | 2:55  |
| 6.   | Kentucky Pool             | 2:30  |

### Сторона два
| Трек | Название песни                      | Время |
| ---- | ----------------------------------- | ----- |
| 1.   | Miss Ferris                         | 7:00  |
| 2.   | Paducah                             | 2:10  |
| 3.   | Headin' Down Into The Mystery Below | 5:30  |
| 4.   | Beatty’s Navy                       | 3:10  |
| 5.   | In Plain View of the Town           | 2:30  |

## Участники записи
- Вокал — Джон Хартфорд
- Бэк-вокалы — Джек Грин, Джинни Сили, Билл Рэй Рейнольдс, Лиза Сильвер, Диан Тидвел
- Продюсер — Майк Мелфорд
- Проектирование — Рич Адлер

Музыкальные инструменты, использованные в записи:
1. Банджо и гитара — фирмы «GTR».
2. Скрипка — фирмы «Barcus-Berry».